# Chinaza Amadi
Pour les articles homonymes, voir Amadi (homonymie).
Chinaza Amadi (née le 12 septembre 1987) est une athlète nigériane, spécialiste du saut en longueur.

## Biographie
Médaillée de bronze des championnats d'Afrique 2006, elle se classe deuxième de l'édition 2008, et deuxième de l'édition 2014, à Marrakech au Maroc.
En 2015 elle termine en tête du concours de la longueur aux Jeux africains de Brazzaville avec un bond à 6,31 m, la plus faible performance depuis 1973 pour une première place à ces Jeux. Elle est contrôlée positive à la méténolone au cours de cette compétition, le titre lui est donc retiré et elle est suspendue 4 ans, jusqu'au 15 septembre 2019.

### Palmarès
| Date | Compétition            | Lieu        | Résultat | Épreuve          | Performance |
| ---- | ---------------------- | ----------- | -------- | ---------------- | ----------- |
| 2006 | Championnats d'Afrique | Bambous     | 3e       | Saut en longueur | 6,23 m (w)  |
| 2007 | Jeux africains         | Alger       | 4e       | Saut en longueur |             |
| 2008 | Championnats d'Afrique | Addis-Abeba | 2e       | Saut en longueur | 6,31 m (w)  |
| 2014 | Championnats d'Afrique | Nairobi     | 2e       | Saut en longueur | 6,40 m      |

### Records
| Épreuve          | Performance | Lieu    | Date         |
| ---------------- | ----------- | ------- | ------------ |
| Saut en longueur | 6,60 m      | Calabar | 21 juin 2012 |